# Home Insurance Building
El Home Insurance Building fue un  rascacielos histórico construido en 1885, en Chicago (Estados Unidos). El edificio fue un encargo de La Home Insurance Company que deseaba construir una nueva sede para sus oficinas que fuera invulnerable ante los incendios, con una altura de 42 metros. Fue el primer rascacielos construido en el mundo usando el acero estructural. Fue diseñado por el arquitecto William Le Baron Jenney y construido entre 1884 y 1885. Fue demolido en 1931 y en su lugar se construyó LaSalle Bank Building. Construido originalmente en 1885 como un edificio de 10 pisos, 42 metros de altura. En 1890 se construyeron dos pisos más en la parte superior, lo que le dio su altura definitiva de 55 metros. Es considerado como el primer rascacielos.